# Ennepe-Ruhr-Kreis
Ennepe-Ruhr-Kreis is een Kreis in de Duitse deelstaat Noordrijn-Westfalen. Kreisstadt is Schwelm. De Kreis telt 323.130 inwoners (31 december 2020) op een oppervlakte van 409,64 km². Op 31 december 2020 had 11,58% van de inwoners een niet-Duits staatsburgerschap (37.415 niet-Duitsers) en hadden 400 inwoners het Nederlandse staatsburgerschap.

## Steden

Steden in Ennepe-Ruhr-Kreis.

De volgende steden liggen in deze Kreis:

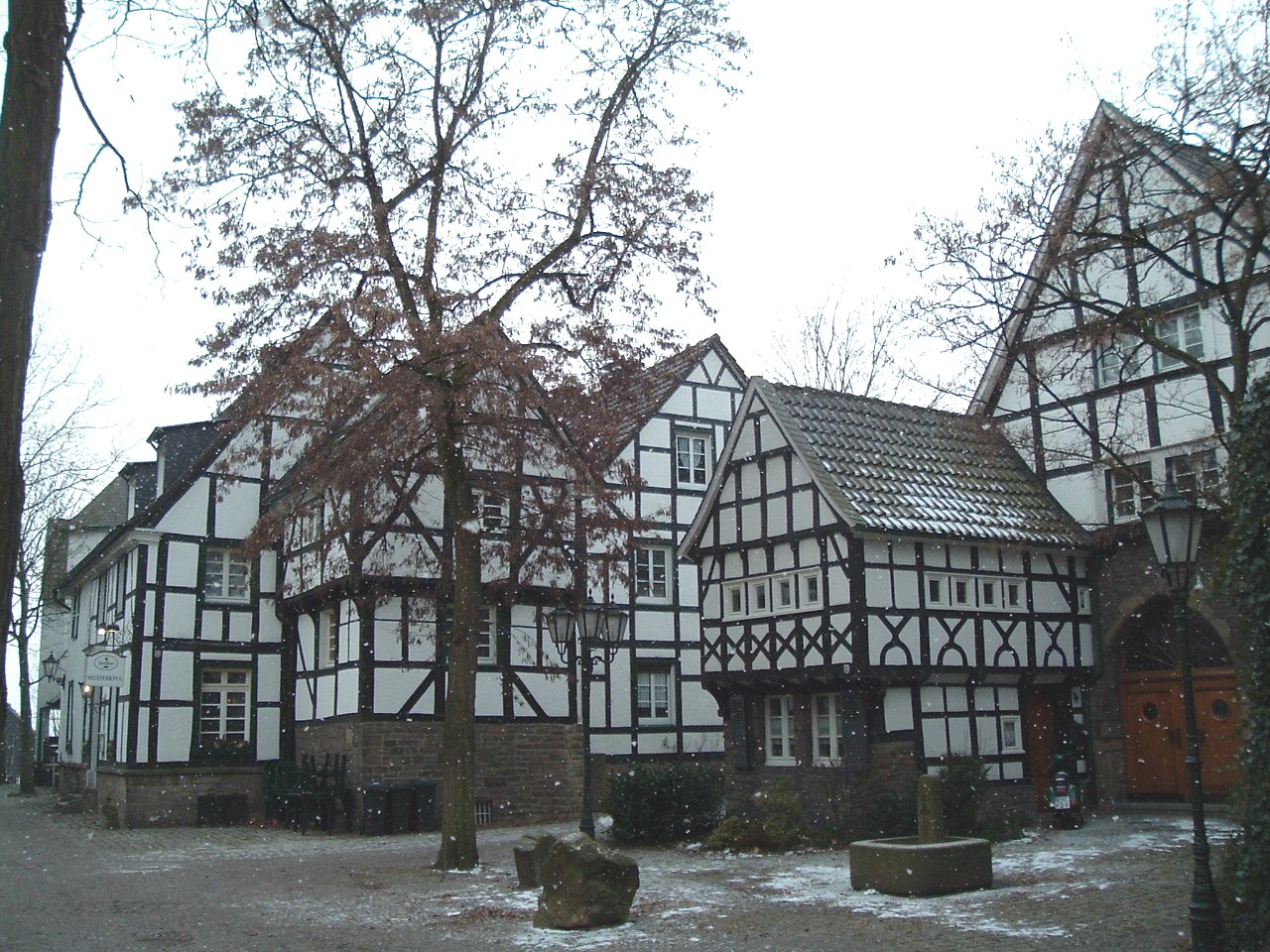
Vakwerkhuizen in Wetter

- Breckerfeld
- Ennepetal
- Gevelsberg
- Hattingen
- Herdecke
- Schwelm
- Sprockhövel
- Wetter
- Witten

Zie ook: Lijst van Kreise en kreisfreie steden in Noordrijn-Westfalen
Breckerfeld · Ennepetal · Gevelsberg · Hattingen · Herdecke · Schwelm · Sprockhövel · Wetter · Witten